# José Magro
José Alves Tavares Magro (Santos-o-Velho, Lisboa, 27 de Março de 1920 — Lisboa, 22 de Fevereiro de 1980) foi um político revolucionário antifascista e escritor português, deputado e vice-presidente da Assembleia Constituinte da III República Portuguesa e deputado à Assembleia da República Portuguesa pelo Partido Comunista Português, do qual foi um dirigente histórico. Foi mantido preso pela ditadura do Estado Novo por razões políticas um total de 21 anos, e forçado por esta a viver 29 anos na clandestinidade.

## Biografia
Nasce em 1920, na freguesia de Santos-o-Velho, em Lisboa, numa família da classe média de sentimentos democráticos. Era filho do professor Francisco Félix Tavares Magro, natural de Arronches (freguesia da Assunção), e de Flora Senhorinha Carlota Alves, doméstica, natural de Lisboa (freguesia de Santos-o-Velho).
Frequenta a Faculdade de Medicina de Lisboa, da qual desiste dois anos depois para trabalhar como empregado de escritório. Torna-se escriturário da Federação Nacional dos Produtores de Trigo.
A 24 de abril de 1943, casou civilmente em Lisboa com a também militante comunista e sua prima afastada, Aida de Freitas Loureiro.

### Início da Atividade Política
Participa activamente nas lutas estudantis de 1937 a 1942, no contexto das quais adere em 1940 à Federação das Juventudes Comunistas e ao Partido Comunista Português. Em 1945 torna-se funcionário clandestino deste partido. Em 1946, está entre os militantes que participam no histórico IV Congresso do PCP. É-lhe atribuída a tarefa de funcionário do Movimento de Unidade Nacional Antifascista, que exerce por três anos enquanto faz o Serviço Militar. Nesse contexto, assegura o contacto regular com o General José Norton de Matos, presidente do Conselho Nacional deste Movimento, deslocando-se para esse efeito regularmente a Ponte de Lima onde este residia.

#### Quadro do PCP
Em 1949 regressa à qualidade de funcionário do PCP como membro da Direcção da Organização do Porto. Contudo, ocorre nesse ano a prisão por motivos políticos de importantes dirigentes do PCP como Militão Ribeiro, Álvaro Cunhal, Sofia Ferreira, António Dias Lourenço, Georgette Ferreira, entre outros, que o leva a regressar a Lisboa com a tarefa organizar a militância entre os trabalhadores de empresas dos arredores da cidade. Torna-se membro suplente do Comité Central do PCP.

#### Actividade clandestina
Os pseudónimos de José Magro na clandestinidade seriam «Artur», e numa segunda fase, «Victor». Foi responsável pela edição de jornais ilegais destinados às Forças Armadas, entre eles A Voz do Sargento, A Voz do Soldado e A Voz do Oficial Miliciano, publicados pela Libertação Nacional, órgão do Conselho Nacional de Unidade Antifascista.

#### Prisão
José Magro é preso pela primeira vez em Janeiro de 1951. Julgado e condenado a três anos de prisão maior celular e suspensão de direitos políticos por 15 anos, é submetido regularmente a tortura violenta pelos funcionários da PIDE, sem nunca ceder a prestar declarações. Preso no Forte de Peniche, é um dos autores de uma tentativa de fuga através de um túnel, descoberta a 20 de Janeiro de 1954, que tem como consequência novos castigos.
É libertado em Fevereiro de 1957. Regressa à clandestinidade, sendo eleito no V Congresso Clandestino do PCP membro pleno do Comité Central. Viajando de Norte a Sul do país preparando as Eleições Presidenciais de 1958. É preso pela segunda vez em 1959 e uma vez mais sujeito a sucessivas torturas violentas às quais resiste sem fazer qualquer confissão. É condenado ao cúmulo jurídico de 10 anos de prisão, suspensão de direitos políticos por 15 anos, e medidas de segurança de seis meses a três anos prorrogáveis. Preso no Forte de Caxias, organiza a histórica fuga de Caxias de Dezembro de 1961 na qual foi um dos oito militantes do PCP evadidos pela via de um carro Chrisler blindado de pertencente ao ditador António de Oliveira Salazar.
De novo em liberdade, organiza clandestinamente as actividades anti-fascistas do dia 1º de Maio de 1962. Detido pela terceira vez a 24 de Maio de 1962 em São Domingos de Rana, só viria a ser libertado após a Revolução dos Cravos, no dia 27 de Abril de 1974, já com 54 anos, 21 dos quais passou na prisão.

#### Após a Revolução dos Cravos
Retomando a sua posição como membro da Direcção da Organização Regional de Lisboa do PCP, é eleito deputado à Assembleia Constituinte e à Assembleia da República Portuguesa. Foi também responsável pela Direcção do PCP para as regiões autónomas dos Açores e da Madeira. Seria reeleito membro o Comité Central do PCP em todos os Congressos deste partido até 1980, ano em que faleceu a 22 de fevereiro, com a saúde deteriorada pelas privações vividas na prisão e na clandestinidade.

## Obra escrita
Autor do livro Cartas da Clandestinidade, cuja escrita conclui no fim de 1973 enquanto estava preso na prisão de Caxias.
Publicou o livro Cartas da Prisão. Vida Prisional em 1975 pela Editorial Avante.
Seguir-se-á o livro de poemas Torre Cinzenta também pela Editorial Avante em 1980, editora que em 2007 publicaria postumamente o livro Cartas da Clandestinidade.

## Toponímia
O nome de José Magro consta da toponímia das cidades da Amadora, Barreiro, na Freguesia da Ajuda em Lisboa, na Freguesia de Unhos em Loures, em Massamá, e em Viana do Alentejo.

## Ligações Externas
- Artigo sobre José Magro na Revista O Militante a propósito do centenário do seu nascimento
- Intervenção de José Magro no VII Congresso Extraordinário do PCP